# كلام الليل (مسرحية)
كلام الليل مسرحية تونسية تم إنتاجه سنة 1990, تمثيل وإخراج المسرحي التونسي توفيق الجبالي و شارك في تمثيل نخبة من الممثلين التونسين مثل كمال التواتي و رؤوف بن عمر.

## تمثيل
- توفيق الجبالي
- كمال التواتي
- رؤوف بن عمر

## روابط خارجية
- كلام الليل على يوتيوب